# Магон II
Магон II (фінік. 𐤌𐤂‬𐤍‬; д/н — бл. 377 до н. е.) — державний та військовий діяч Карфагенської держави. Вів тривалі війни проти Сикаруз та лівійців.

## Життєпис
Походив з роду Магонідів. Належність до правлячого роду сприяло його швидкій кар'єрі. Ймовірно саме він 398 року до н. е. очолював карфагенський флот під час походу Гімількона II на Сиракузи. У битві неподалік від Катани завдав поразки флоту Лепіна, брата тирана Діонісія Старшого.
У 396 до н. е. Гімількон II зазнав поразки під Сиракузами, що спричинило внутрішню кризу в Карфагені — почалося повстання лівійських племен, до якого долучилися раби. Вони захопили місто Тунет і наважилися загрожувати Карфагену. Гімількон, обвинувачений у святотатстві, наклав на себе руки.
В цей час у 395 до н. е. призначається командувачем військ на Сицилії. Намагався перейти у наступ проти Сиракуз, проте не домігся значних успіхів. Зрештою за наказом Адіри близько 392 до н. е. уклав мирний договір, поступившись Діонісію містами Тавроменій, Селінунт і Геміра.
Повертається до Карфагену, де допомагав з приборканням лівійців. Згодом обирається суфетом.
У 384 до н. е., коли Діонісій Старший почав нову війну проти Карфагену, Магону II було доручено вести війну проти нього. Близько 378/377 до н. е. у битві біля Кабали він зазнав поразки від сіракузького війська. Карфагенці під орудою Магона II відступили на добре укріплений пагорб, але позбавлений води, де невдовзі Магон помер.